# Georg Lommel
Georg Aloys Lommel (* 27. Oktober 1805 in Würzburg; † 11. Dezember 1872 in Nürnberg) war ein deutscher Historiker, Staatsarchivar und Schriftsteller; Teilnehmer der badischen Revolution 1848/49.

## Leben
Georg Lommel, Sohn des Christoph Aloys Lommel, studierte von 1822 bis 1827 Medizin, dann Geschichte und Philologie in Würzburg. Während seines Studiums wurde er 1822 Mitglied der Würzburger Burschenschaft, die er nach Auflösung des Jünglingsbundes neu organisierte. Wegen seiner burschenschaftlichen Aktivitäten wurde er später polizeilich verfolgt. In Würzburg wurde er zum Dr. phil. promoviert.
Nach seinem Studium lehrte er 1828 bis 1829 in Aarau und an der Universität Basel, bevor er im November 1829 als Akzessist und Archivverweser ans königliche Archiv Würzburg ging. Um 1832 arbeitete er als Archivsekretär und Vorstand am königlichen Archiv Nürnberg, bevor er 1837 als Reichsarchivsekretär ans Regierungsdepot in Neuburg an der Donau abgeordnet wurde. 1838 war er am Archivkonservatorium Amberg. 1840 wurde er wegen Unterschlagung suspendiert und 1841 in den Ruhestand versetzt. Ab 1847 war er als Zeitungskorrespondent in der Schweiz tätig. 1848 wurde er wegen seiner republikanischen Aktivitäten in Bayern zum Tode verurteilt und floh in die Schweiz. Später arbeitete er mit Karl Marx zusammen, mit dem er um 1860 in Briefkontakt stand. Lommel war ein führendes Mitglied der Deutschkatholischen Bewegung. Zum Zeitpunkt seines Todes lebte er völlig verarmt in Nürnberg.

## Veröffentlichungen (Auswahl)
- Armin oder Hermann der Cherusker Fürst. Nürnberg 1839.
- Johannes Huss. Amberg 1839, 6. Auflage, Nürnberg 1877.
- gemeinsam mit Friedrich Hecker:  Deutschland und Dänemark. Für das deutsche Volk. Schaffhausen 1847.
- Jesus von Nazareth. Historische Studie. 8. Auflage, Nürnberg 1881.